# Teddy Billington
Edwin Billington, detto Teddy (Southampton, 14 luglio 1882 – Pine Brook, 8 agosto 1966), è stato un pistard statunitense.
Billington partecipò ai Giochi olimpici di Saint Louis 1904 in tutte e sette le gare di ciclismo previste all'epoca. Vinse un argento nel mezzo miglio e tre bronzi nel quarto di miglio, terzo di miglio e un miglio. Guadagnò anche un quarto posto nella gara delle due miglia mentre non riuscì a completare le gare delle cinque e venticinque miglia.

## Piazzamenti

### Competizioni mondiali
- Giochi olimpici

St. Louis 1904 - Quarto di miglio: 3º
St. Louis 1904 - Terzo di miglio: 3º
St. Louis 1904 - Mezzo miglio: 2º
St. Louis 1904 - Un miglio: 3º
St. Louis 1904 - Due miglia: 4º
St. Louis 1904 - Cinque miglia: ritirato
St. Louis 1904 - Venticinque miglia: ritirato